# Mignaloux-Beauvoir
Mignaloux-Beauvoir là một xã, tọa lạc ở tỉnh Vienne trong vùng Nouvelle-Aquitaine, Pháp. Xã này có diện tích 21,56 kilômét vuông, dân số năm 2006 là 3823 người. Xã nằm ở khu vực có độ cao trung bình 129 m trên mực nước biển. Dân địa phương danh xưng tiếng Pháp là Mignaliens.

## Biến động dân số
| Năm | 1962 | 1968 | 1975 | 1982 | 1990 | 1999 | 2006 |
| --- | ---- | ---- | ---- | ---- | ---- | ---- | ---- |
| Dân số | 731  | 852  | 1207 | 1638 | 2357 | 3341 | 3823 |
| From the year 1962 on: No double counting—residents of multiple communes (e.g. students and military personnel) are counted only once. |      |      |      |      |      |      |      |